# Magma CMS
Magma CMS je sustav za upravljanje web sadržajem (eng. Content Management System) koji služi objavljivanju sadržaja na World Wide webu i intranetu. Napisan je u programskom jeziku PHP tehnikom objektno-orijentisanog programiranja (OOP). Primijenjena arhitektura modula omogućava proširenje i korištenje novih značajki. Pruža visok stupanj bezbjednosti, precizan sustav dodjele ovlaštenja, pregledno razvrstavanje i filtriranje sadržaja s različitim skupovima kriterija. Za pohranu sadržaja koristi UTF-8 kodnu stranicu, što ga čini pogodnim za međunarodnu primjenu.

## Instalacija
Kao većina drugih web sustava, Magma CMS se može pokrenuti na LAMP platformi. Iako standardno koristi MySQL bazu podataka, moguće je koristiti i druge relacijske baze podataka.

## Mogućnosti
Osnovna izvedba Magma CMS-a posjeduje mogućnosti koje su prihvaćene kao standard u modernim sustavima za upravljanje sadržajem. Neke od njih su:
- Administracija
- Registriranje korisničkih profila
- Upravljanje korisničkim profilima
- Dodjela ovlaštenja i kontrola pristupa
- Upravljanje strukturom stranica
- Kreiranje i izmjene članaka (tekstovi, slike, tagovi itd.)
- Ubacivanje slika s promjenom veličine
- Ubacivanje video klipova i dokumenata
- Višejezična podrška
- Email kontakt
- Jednostavna navigacija
- Izmenjiva struktura web stranica
- Sustav za keširanje
- Razvrstavanje sadržaja po različitim kriterijima
- Alati za SEO

## Primjena
Magma CMS se može koristiti za izradu različitih tipova Web stranica, web portala, kao platforma za blogovanje ili web zajednicu. Brz je, što ga čini pogodnim za izradu web portala s velikim brojem posjeta. U Magma CMS je integriran veći broj poslovnih i komercijalnih sustava.

## Moduli
Korisnicima je dostupan veći broj modula koji zadovoljavaju opće potrebe, poput sustava za objavljivanje članaka, nekoliko različitih vrsta oglasa, tražilice, prikazivanje reklama pomoću banera, statistiku ili automatiziranu izradu dinamičkih stabla stranica (Sitemap).

## Predlošci
HTML kod je zasnovan na CSS-u i u potpunosti je odvojen od jezgra. Time je omogućeno Web dizajnerima da mijenjaju postojeće i stvaraju nove teme bez poznavanja programiranja.
Predlošci su dizajnirani responsive design tehnikom, čime je postignut optimalan prikaz web stranica bez obzira na veličinu ekrana (desktop, laptop, webbook, tablet, smartphone)